# ホリエモン新党
ホリエモン新党（ホリエモンしんとう）は、日本の政治団体。2020年5月25日に政治団体として発足。2021年1月14日に国政政党であるNHKから自国民を守る党（現・みんなでつくる党）はホリエモン新党を政治資金団体に指定したが、2023年7月24日に指定を取り消した。代表者はNHK党初代党首の立花孝志。会計責任者は堀江貴文の秘書を務める参議院議員、齊藤健一郎。
党名に実業家の堀江貴文の愛称である「ホリエモン」を冠し、選挙ポスターにも堀江を起用しているが、堀江自身はこの党の設立には関与していない（#概説を参照）。なお、堀江の秘書の齊藤健一郎は、ホリエモン新党公認・旧NHK党（現・みんなでつくる党）推薦で2020年東京都知事選挙に立候補した結果、落選して供託金も没収された。

## 概説
2020年5月25日に政治団体設立届を提出し東京都選挙管理委員会事務局に受理された。代表者はNHKから国民を守る党党首（現・みんなでつくる党事務局長）の立花孝志。所在地はNHKから国民を守る党（現・みんなでつくる党）の元本部。立花は堀江貴文の了承を得ていると語っている一方、堀江は自身のTwitterで「特定の政党や候補者とは関係ありません」と投稿。5月31日には立花が「本人に許可されてはないけど、拒否されてもない」と前言を撤回し、言い換えている。
結党目的や政策に堀江の著書『東京改造計画』を挙げているが、代表である立花自身は「（本は）読んでいない」としている。
2021年1月14日に国政政党であるNHKから自国民を守る党（現・みんなでつくる党）の政治資金団体に指定され、2023年7月24日に取り消された。

## 党史

### 政治団体として結成
2020年5月25日、立花孝志はホリエモン新党の政治団体設立届（代表者：立花孝志、会計責任者：柏井茂達）を提出し、同年7月5日投開票の2020年東京都知事選挙について「ホリエモン新党から出馬することを決めた」と、自身の出馬を宣言した。
5月26日、東京都庁記者クラブで記者会見を行い立花自身は「ホリエモン新党の公認候補として出馬するが、当選する気は無い」と述べ、同選挙には堀江貴文が無所属で東京都知事選に出馬すると見通しだとも述べた。党を立ち上げた理由について立花は「堀江さんは私に港区長選挙に候補者を1人出したいということを以前から口にしており、柏井茂達に区長選挙に出馬しないかと話していた。堀江さんが東京都知事選に出馬する可能性が極めて高いという状況の中で、それに対する合法的な宣伝活動しようという意味合いではないか」と語り、「ホリエモン新党を立ち上げて、政策は堀江さんの東京改造計画37項をそのまま公約にする」と語った。党名に付いて立花は『ホリエモン』が商標登録済みであることは「知らなかった」と答え、関係者に電話する一幕があった。
会見終了後、堀江はTwitterで「命令も指示もしてません。自主的に立候補されたのだと思います。合意もなにもしてません笑」と否定。さらに「ええと、俺は特にメリットないですね笑。俺何も知らんので絡まれても困る」と投稿した。
5月31日告示、6月7日投開票の港区長選挙ではホリエモン新党の会計責任者でもある会社員の柏井茂達がホリエモン新党公認で立候補したが、候補者5人中5位で落選した。
6月12日、立花孝志ホリエモン新党公認からNHKから国民を守る党（現・みんなでつくる党）公認に変更して2020年東京都知事選挙に立候補すると表明した。さらに、堀江が出馬しない場合は堀江の秘書である齊藤健一郎がホリエモン新党から立候補するとした。
6月17日、都庁で行われた記者会見で齊藤健一郎の出馬表明と政策を正式に発表した。さらに立花は将来的にNHKから国民を守る党（現・みんなとつくる党）とホリエモン新党との合体案を公表した。
6月18日、2020年東京都知事選挙告示日に立花孝志、齊藤健一郎、ミュージシャンの服部修の3人がホリエモン新党公認・NHKから国民を守る党推薦で立候補を届け出た。また、堀江貴文は立候補しなかった。
選挙ポスターには立候補者の写真を使用するのが一般的であるが、立候補者である齊藤健一郎と服部修の写真の代わりにホリエモン新党とは無関係の堀江貴文の写真を立候補者である立花孝志の両隣に並べるという前代未聞の行為を行った。このあたかも堀江貴文がホリエモン新党から出馬したかのように思わせる行為に対し、齊藤健一郎と服部修の選挙ポスターに立候補していない堀江の写真が使われていることにTwitterでは疑問の声が聞かれた。東京都選挙管理委員会事務局の担当者は取材に対して「公職選挙法では内容について規定がなく、問題がない」さらに「本人の許可を取っているかどうかはわからない」と回答した。
6月7日、ホリエモン新党のロゴマークデザインを募集すると発表した。その応募の中から10個のデザインに絞りアンケート投票で票が多かったものを採用すると公表した。同月21日にロゴのデザインが決定したとTwitterで報告した。
6月25日、学校法人森友学園元理事長の籠池泰典と諄子は都知事選挙に立候補している立花の応援弁士をする為に大阪から上京し財務省、法務省、国会議事堂、自民党本部前と秋葉原で演説した。
6月28日投開票の野田市議会議員補欠選挙（定数1）では農家の渡辺晋宏を擁立したが、候補者2人中2位で落選。
7月5日の投開票の結果、都知事選に立候補した3人は共に落選した。また、同日行われた北区選挙区における東京都議会議員補欠選挙（定数1）ではネットアイドルの新藤加菜が立候補したが、候補者5人中5位でこちらも落選した。
7月14日に立花は新型コロナウイルスの感染防止対策についてTwitterで、三浦瑠麗が同月13日に投稿した内容を引用し「これがホリエモン新党がやりたいコロナ対策です」と紹介しネット上では賛否の声が聞かれた。
7月29日、会計責任者を柏井茂達から末永友香梨へ変更した。
11月21日、ホリエモン新党が運営する「堀江政経塾」の第1回が都内で開催され、前述の齊藤が塾長を務めた。堀江は自身の名前が塾名に使われているものの運営には関与せず、外部講師として講演するとしている。

### 政治団体から政治資金団体への移行
2021年1月14日、NHKから自国民を守る党（現・みんなでつくる党）はホリエモン新党を政治資金団体に指定した。同時に会計責任者を末永友香梨から齊藤健一郎へ変更した。
2月5日、NHKから自国民を守る党からNHK受信料を支払わない方法を教える党へ党名変更した。
5月17日、NHK受信料を支払わない方法を教える党から古い政党から国民を守る党へ党名変更した。
6月28日、古い政党から国民を守る党から嵐の党へ党名変更した。
7月には西村康稔経済再生担当大臣が自粛要請に従わない飲食店への金融機関を通じた働きかけを行う趣旨の発言をしたことを受け、堀江政経塾が「不公平な『緊急事態宣言』には断固反対します。秋の総選挙では、自民党と公明党以外に投票します」としたポスターを制作。趣旨に賛同する飲食店などに画像をプリントアウトし店先に掲示するように促し、twitterでは「自公以外」というワードが一時トレンド入りした。
7月21日に嵐の党は「NHKと裁判してる党弁護士法72条違反で」へ党名変更することと、第49回衆議院議員総選挙の候補予定者を発表し、齊藤が比例東京ブロックの1位に内定した。ほかにも堀江政経塾のメンバーが主体となっており、齊藤は堀江自身にも立候補を打診する考えを示した。同年10月に行われた衆院選では堀江は立候補せず、また「NHKと裁判してる党弁護士法72条違反で」（現・みんなでつくる党）は議席を獲得することはできなかった。
2022年1月20日、「NHKと裁判してる党弁護士法72条違反で」からNHK受信料を支払わない国民を守る党へ党名変更した。
4月25日、NHK受信料を支払わない国民を守る党からNHK党へ党名変更した。
2023年3月8日、ガーシー参議院議員が陳謝する予定だった8日の参院本会議を欠席したことに対する責任として立花孝志はNHK党党首を辞任し、新たに大津綾香が党首に就任した。同日NHK党から政治家女子48党への党名変更を発表した。立花は政治家女子48党事務局長に新たに就任した。ただし、政治資金団体ホリエモン新党の代表はこれまでと同じく立花孝志が継続して務める。

### 政治資金団体の取り消し
ホリエモン新党を政治資金団体として指定していた国政政党である政治家女子48党(現・みんなでつくる党)は2023年7月24日にその指定を取り消した。

## 役職

### 歴代代表者一覧
| 代 | 代表 | 代表     | 在任期間                            |
| -- | ---- | -------- | ----------------------------------- |
| 1  |      | 立花孝志 | 2020年（令和2年）5月25日 - （現職） |

### 歴代会計責任者一覧
| 代 | 会計責任者 | 在任期間                                            |
| -- | ---------- | --------------------------------------------------- |
| 1  | 柏井茂達   | 2020年（令和2年）5月25日 - 2020年（令和2年）7月29日 |
| 2  | 末永友香梨 | 2020年（令和2年）7月29日 - 2021年（令和3年）1月14日 |
| 3  | 齊藤健一郎 | 2021年（令和3年）1月14日 - （現職）                 |